# 穂積敬重
穂積 敬重（ほづみ たかしげ、1849年6月4日（嘉永2年閏4月14日） - 1904年（明治37年）8月28日）は、幕末の小倉藩士。明治時代の官吏。東京市赤坂区長。旧姓は鈴木。

## 経歴
江戸神田橋の小倉藩邸に生まれる。1869年（明治2年）金沢純直、山田直矢らと刑部史正を拝命し、1872年（明治5年）頃、東京権少属となる。1887年（明治20年）11月、東京市赤坂区長に任じ、1889年（明治22年）5月まで務めた。同月、滋賀県栗太・野洲郡長に転任し、のち同県犬上郡長を務めた。